# Пряхин, Иван Фёдорович
Иван Фёдорович Пряхин (10 октября 1906, Большое Судачье, Саратовская губерния — 1959, Москва) — советский военачальник, полковник (1942).

## Биография
Родился 10 октября 1906 года в селе Судачье ныне с. Большое Судачье Руднянского района Волгоградской области. Русский.

### Военная служба

#### Межвоенные годы
15 октября 1926 года добровольно поступил в Среднеазиатскую объединенную военную школу им. В. И. Ленина в Ташкенте. В сентябре 1929 года окончил ее и был назначен в 1-й стрелковый полк 1-й горнострелковой дивизии в Ашхабаде, где проходил службу командиром взвода команды одногодичников и командиром роты. Член ВКП(б) с 1929 года. С сентября по декабрь 1931 года командовал отрядом по борьбе с басмачеством, участвовал в боях в Каракумах. Позже был избран ответственным секретарем партбюро полка. С ноября 1934 года по ноябрь 1935 года проходил подготовку на Московских курсах политсостава им. В. И. Ленина, после чего вернулся в полк и был назначен инструктором пропаганды. С января 1936 года — ответственный секретарь партийной комиссии 1-й горнострелковой дивизии. В июне 1937 года старший политрук Пряхин переведен на должность военкома легкобомбардировочной авиаэскадрильи ВВС САВО в Ташкент, в декабре назначен военкомом 83-й горнострелковой дивизии. С января по май 1938 года находился на высших военно-политических курсах Главного политуправления РККА в Москве, в том же году был избран членом ЦК КП(б) Туркмении. В феврале 1939 года полковой комиссар Пряхин назначен комиссаром 6-го стрелкового корпуса в Одессе. В его составе принимал участие в походе Красной армии в Западную Украину. Затем корпус дислоцировался в городе Яворов Львовской области, прикрывая границу от Перемышля до Крыстынополя. С января 1941 года бригадный комиссар Пряхин вновь находился на учебе на высших военно-политических курсах Главного политуправления РККА.

#### Великая Отечественная война
С началом войны в составе оперативной группы маршала Советского Союза С. М. Буденного Пряхин выехал на фронт. Занимался контролем выхода на линию фронта сформированных в тылу дивизий, а также оказанием помощи в их формировании. С организацией Резервного фронта бригадный комиссар Пряхин исполнял должность заместителя начальника Политуправления фронта, с середины сентября — военкома штаба фронта. Участвовал в Смоленском сражении, Вяземской оборонительной операции. В ходе последней попал в окружение. 10 октября 1941 года участвовал в ночной атаке, в ходе которой был разгромлен гарнизон немцев в районе ст. Семлево. В этом бою он был тяжело ранен. 27 октября вышел из окружения с группой офицеров в районе Дорохово и был направлен в штаб 5-й армии в город Кубинка, а оттуда на лечение в Москву. По выздоровлении в конце ноября бригадный комиссар Пряхин был назначен членом Военного совета 2-й саперной армии, бригады которой строили оборонительные рубежи для войск Карельского, Волховского и Ленинградского фронтов. В марте 1942 года армия была расформирована, а Пряхин переведен на должность заместитель начальника Управления тыла по политчасти 19-й армии Карельского фронта. С мая по октябрь 1943 года находился на учебе на курсах «Выстрел», после чего был направлен заместителем командира 51-й гвардейской стрелковой ордена Ленина дивизии 6-й гвардейской армии 2-го Прибалтийского фронта. В том же месяце переведен на ту же должность в 90-ю гвардейскую стрелковую дивизию, которая вела оборонительные бои северо-западнее города Невель, затем принимала участие в разгроме невельской группировки противника. С 16 декабря 1943 года дивизия была включена в 4-ю ударную армию 1-го Прибалтийского фронта и участвовала в Городокской, Витебско-Оршанской, Полоцкой и Шяуляйской наступательных операциях. С 25 августа 1944 года полковник Пряхин допущен к командованию 51-й гвардейской стрелковой Витебской ордена Ленина дивизией, входившей в состав 6-й гвардейской армии, и воевал с ней до конца войны. Ее части участвовали в наступательных операциях в Прибалтике на территории Литвы, в Мемельской наступательной операции. С ноября 1944 года она вела бои по ликвидации курляндской группировки противника.
За время войны комдив Пряхин был один раз персонально упомянут в благодарственных в приказах Верховного Главнокомандующего.

#### Послевоенное время
После войны полковник Пряхин продолжал командовать этой же дивизией в ПрибВО. С сентября 1945 года он находился на лечении. По излечении с марта 1946 года по январь 1947 года проходил обучение на курсах усовершенствования командиров стрелковых дивизий при Военной академии им. М. В. Фрунзе. По окончании обучения был оставлен в академии на преподавательской работе, исполняя должности старшего преподавателя по оперативно-тактической подготовке — тактического руководителя учебной группы основного факультета. В ноябре 1948 года был переведен преподавателем общей тактики в Военно-политическую академию им. В. И. Ленина. 12 сентября 1955 года гвардии полковник Пряхин уволен в запас.

## Награды
- орден Ленина (19.11.1951)[5]
- три ордена Красного Знамени (13.02.1944[6], 18.08.1944[7], 05.11.1946[5])
- орден Александра Невского (06.06.1945)[8]
- орден Красной Звезды (21.02.1945)[5]
- Медали, в том числе:
  - «За оборону Советского Заполярья» (1945)
  - «За победу над Германией в Великой Отечественной войне 1941—1945 гг.» (1945)

Приказы (благодарности) Верховного Главнокомандующего в которых отмечен И. Ф. Пряхин.
- За овладение важными опорными пунктами обороны немцев Телыпай, Плунгяны, Мажейкяй, Тришкяй, Тиркшляй, Седа, Ворни, Кельмы, а также с боями заняли более 2000 других населенных пунктов, в числе которых Папиле, Пиевенай, Неваренай, Неримдайчай, Раудена, Куршенай, Куртовяны, Шавкяны, Витсодзи, Лукники, Янополь, Жораны, Медынгяны, Тверы, Повандени, Юзефов, Ужвенты, Колтыняны, Крожи, Савдыники, Иозефово, Стульги, Баргайли, Немокшты, Ретово, Илакяй, Дервяны, Ковнатово, Жемале, Вешвяны, Леплавки, Эйгирджяй, Элки, Эржвилки, Воджгиры. 8 октября 1944 года № 193.